# Third (álbum)
Third (en español: Tercero) es el tercer álbum de estudio del grupo musical británico de trip hop y electrónica Portishead. Fue lanzado en el Reino Unido el 28 de abril de 2008 a través de Island Records, y un día después en los Estados Unidos a través de Mercury Records. Fue el primer álbum de estudio de Portishead en 11 años después de su disco homónimo. En este álbum el grupo se aleja completamente del estilo trip hop que los habían popularizado incorporando nuevas influencias como krautrock, surf rock, doo wop y las bandas sonoras de la película de John Carpenter. Third fue nombrado uno de los mejores álbumes de 2008 por varias publicaciones. Ingresó al top 10 de las listas de música de varios países y fue certificado con un disco de oro en el Reino Unido.

## Lista de canciones
Todas las canciones fueron escritas por Geoff Barrow, Beth Gibbons y Adrian Utley, excepto donde se indique.
1. Silence — 4:58
2. Hunter — 3:57
3. Nylon Smile — 3:16
4. The Rip — 4:29
5. Plastic — 3:27
6. We Carry On — 6:27
7. Deep Water — 1:31
8. Machine Gun — 4:43
9. Small — 6:45
10. Magic Doors — 3:32
11. Threads — 5:45